# Dibrivske, Krasnohvardiiske
Dibrivske (în ucraineană Дібрівське) este un sat în comuna Kotelnîkove din raionul Krasnohvardiiske, Republica Autonomă Crimeea, Ucraina.

## Demografie
Componența lingvistică a localității Dibrivske
     Rusă (82,07%)
     Ucraineană (9,47%)
     Tătară crimeeană (3,45%)
     Alte limbi (0,22%)
Conform recensământului din 2001, majoritatea populației localității Dibrivske era vorbitoare de rusă (82,07%), existând în minoritate și vorbitori de ucraineană (9,47%), armeană (4,34%) și tătară crimeeană (3,45%).